# Аккузевська сільська рада
Акку́зевська сільська рада (рос. Аккузевский сельский совет) — муніципальне утворення у складі Ілішевського району Башкортостану, Росія. Адміністративний центр — село Аккузево.

## Населення
Населення — 701 особа (2019, 948 у 2010, 1096 у 2002).

## Склад
До складу поселення входять такі населені пункти:
| Населений пункт      | Населення, осіб (2002) | Населення, осіб (2010) |
| -------------------- | ---------------------- | ---------------------- |
| Аккузево, село       | 555                    | 492                    |
| Калініно, присілок   | 61                     | 38                     |
| Кипчаково, присілок  | 148                    | 123                    |
| Князь-Єлга, присілок | 53                     | 59                     |
| Шамметово, присілок  | 279                    | 236                    |